# Pleuroprucha protopages
Pleuroprucha protopages là một loài bướm đêm trong họ Geometridae.